# Bratiševac
Bratiševac (izvirno srbsko Братишевац) je naselje v Srbiji, ki upravno spada pod Občino Babušnica; slednja pa je del Pirotskega upravnega okraja.

## Demografija
V naselju živi 172 polnoletnih prebivalcev, pri čemer je njihova povprečna starost 53,2 let (51,2 pri moških in 55,5 pri ženskah). Naselje ima 83 gospodinjstev, pri čemer je povprečno število članov na gospodinjstvo 2,34.
To naselje je popolnoma srbsko (glede na rezultate popisa iz leta 2002), a v času zadnjih treh popisov je opazno zmanjšanje števila prebivalcev.
|  |

| Demografija | Demografija     | Demografija     |
| Leto        | Št. prebivalcev | Št. prebivalcev |
| ----------- | --------------- | --------------- |
|             |                 |                 |
|             |                 |                 |
|             |                 |                 |
|             |                 |                 |
| 1948        | 603             |                 |
| 1953        | 615             |                 |
| 1961        | 539             |                 |
| 1971        | 464             |                 |
| 1981        | 359             |                 |
| 1991        | 260             | 257             |
| 2002        | 194             | 194             |
|             |                 |                 |

| Etnična sestava po popisu iz leta 2002 | Etnična sestava po popisu iz leta 2002 | Etnična sestava po popisu iz leta 2002 | Etnična sestava po popisu iz leta 2002 | Etnična sestava po popisu iz leta 2002 |
| -------------------------------------- | -------------------------------------- | -------------------------------------- | -------------------------------------- | -------------------------------------- |
| Srbi                                   | Srbi                                   |                                        | 194                                    | 100,0%                                 |
| Neznano                                | Neznano                                |                                        | 0                                      | 0,0%                                   |